# Claude Moliterni
Claude Moliterni (Parigi, 21 novembre 1932 – Parigi, 21 gennaio 2009) è stato un fumettista, scrittore e sceneggiatore francese, tra i membri fondatori del Salone Internazionale dei Comics svoltosi a Bordighera nel 1965 e del Festival international de la bande dessinée d'Angoulême.

## Carriera
Intraprende la sua carriera nel mondo dello spettacolo come sceneggiatore radiofonico. Sotto pseudonimo scrive diversi romanzi di spionaggio.
Nel 1965 è tra i fondatori in Italia del Salone Internazionale dei Comics ripetendosi nel 1974 con il Festival international de la bande dessinée d'Angoulême.
Nel 1973 diventa direttore del periodico Dargaud, mantenendo il ruolo fino al 1989 ed accompagnandolo nella direzione di riviste come Pilote e Lucky Luke Magazine. 
Autore di diversi personaggi pubblicati nelle riviste da lui dirette, come Marc Jordan su disegni di Bruno Brunetti oppure Agar su disegni di Robert Gigi.

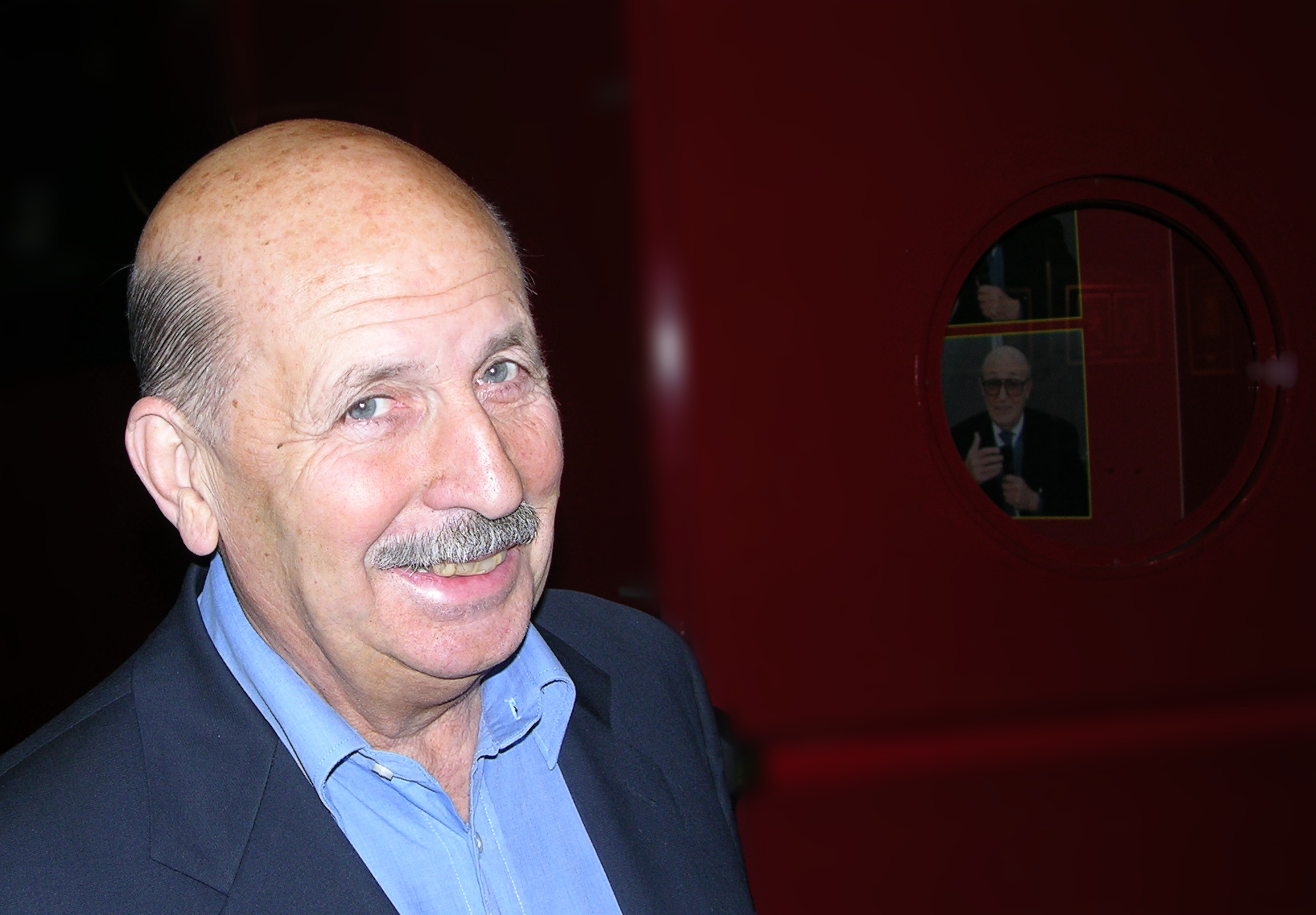
Claude Moliterni a Torino Comics 2005 - foto di Gianfranco Goria